# Eumadasumma lucens
Eumadasumma lucens är en insektsart som beskrevs av Lucien Chopard 1934. Eumadasumma lucens ingår i släktet Eumadasumma och familjen syrsor. Inga underarter finns listade i Catalogue of Life.